# Jetée de Blankenberge

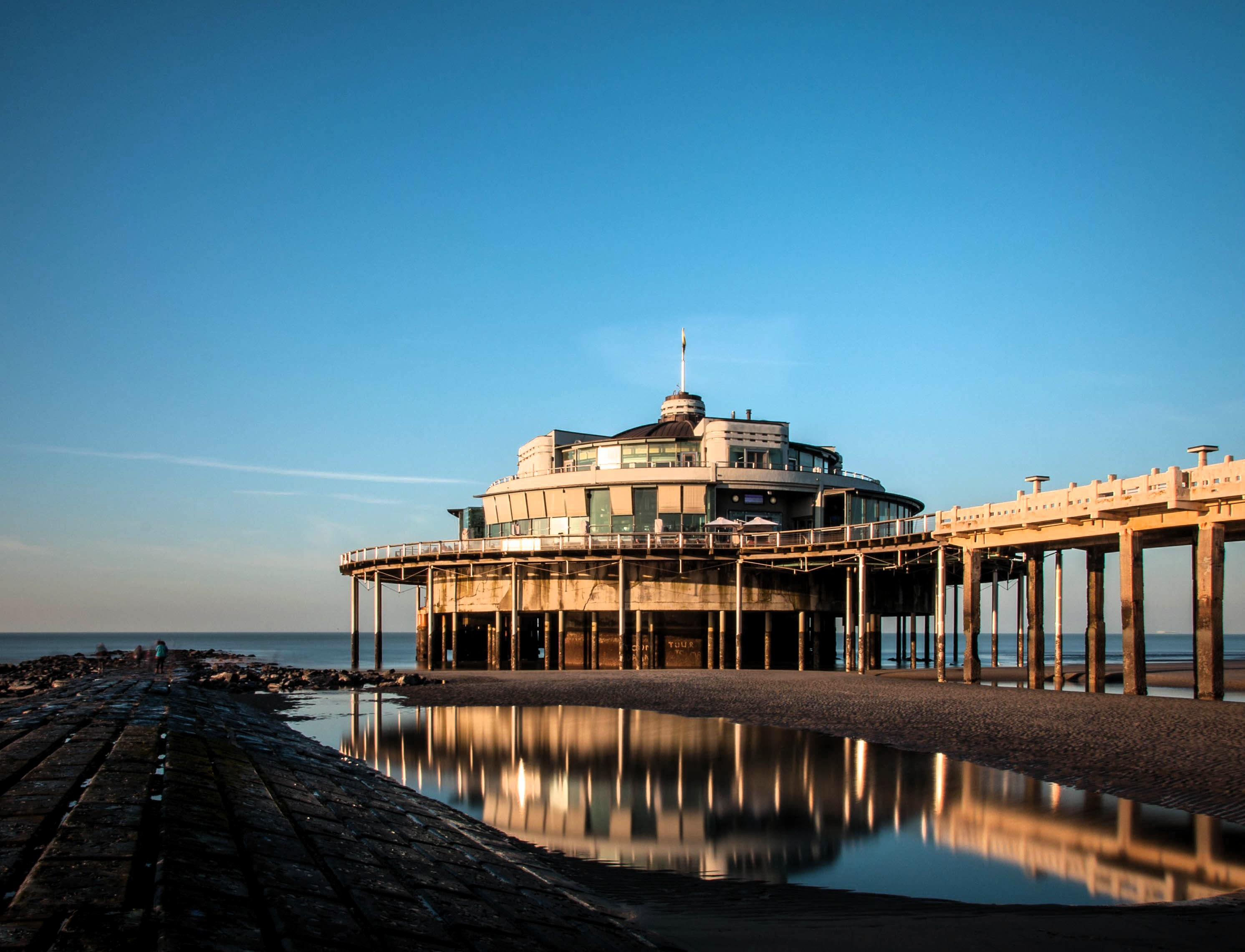
La jetée ou Pier de Blankenberge.

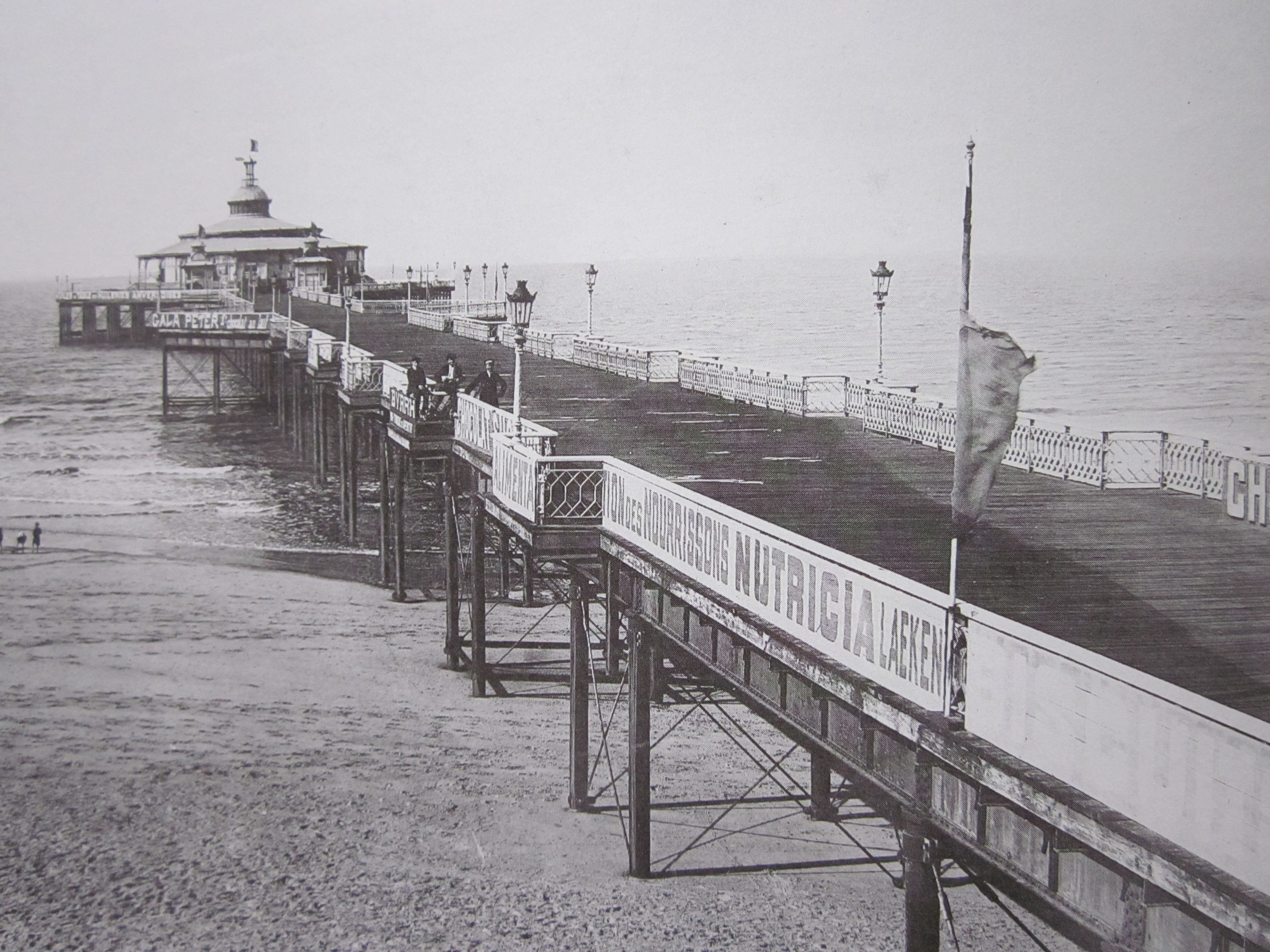
L'ancienne jetée en 1906.

La jetée de Blankenberge, aussi appelé Belgium Pier, est un complexe de loisirs situé sur la plage sablonneuse de Blankenberge en Belgique.
Cette structure unique sur la côte belge - comparable aux jetées (pier en anglais) de Brighton en Angleterre et de Schéveningue aux Pays-Bas - est longue de 350 mètres et a été construite en 1933. Elle remplace une jetée plus ancienne, datant de la Belle Époque et détruite pendant la Première Guerre mondiale.
La jetée de Blankenberge entre dans le giron des propriétaires de Meli Park en 1955. Elle est exploitée sous le nom Meli Aquarama jusqu'en 1999. Plusieurs animations mineures, dont un palais du rire, y divertissent les promeneurs,.

Après de longs travaux de rénovation, la jetée a rouvert en été 2003. Elle a été endommagée lors d'une tempête en novembre 2007. La jetée ou Pier ne doit pas être confondue avec les deux jetées qui bordent l'entrée du port de Blankenberge. Cette jetée a eu maintes fonctions au cours de son existence : casino, musée des transports et restaurant.

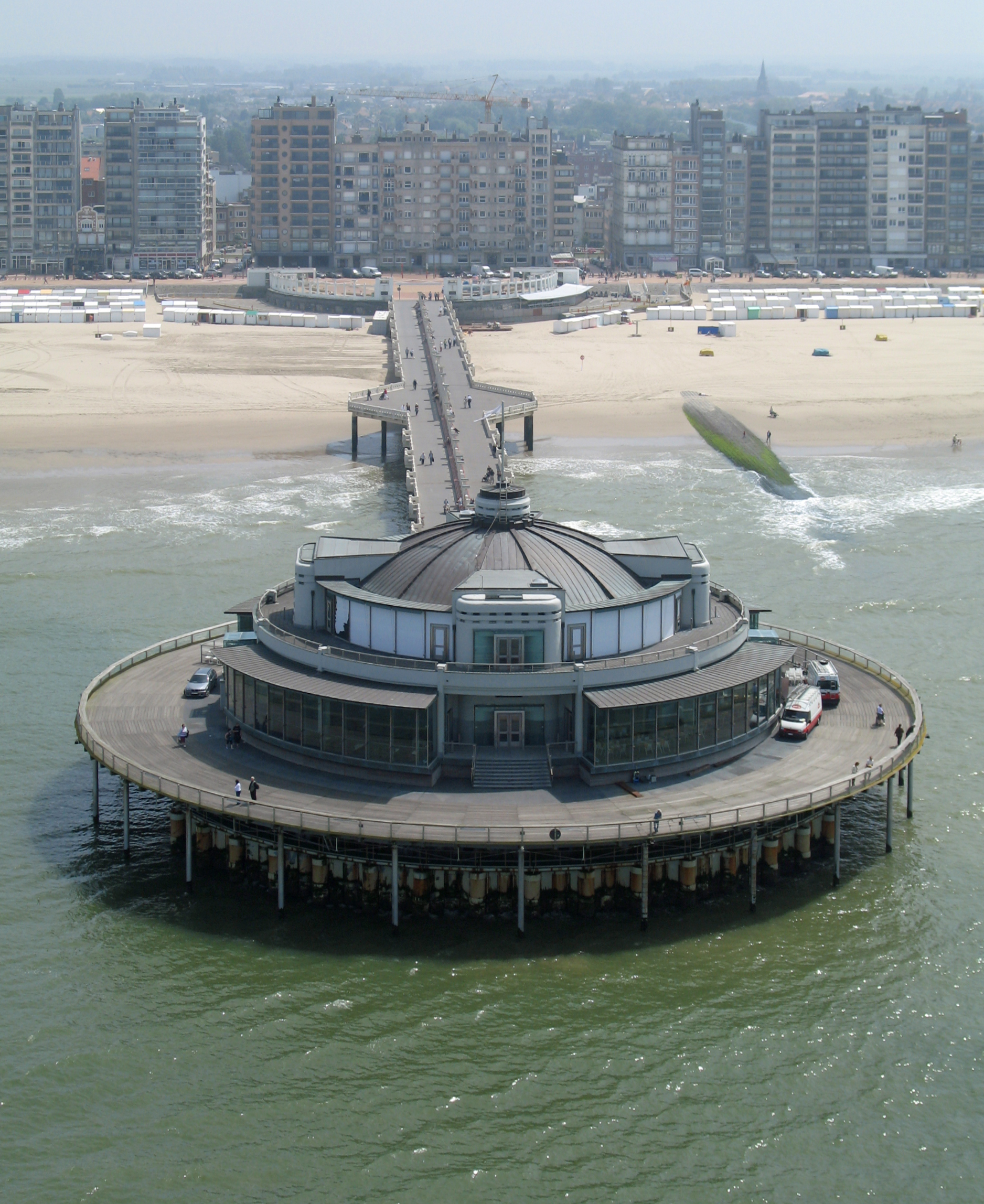
La jetée en juin 2007.